# Иларион (Рогалевский)
Архиепи́скоп Иларио́н (Рогалевский; ум. 1738 или 1742, Тверь) — епископ Русской православной церкви, архиепископ Казанский и Свияжский. Сподвижник Феофана Прокоповича.

## Биография
Мирское имя архиепископа Илариона неизвестно. Происходил из шляхетского белорусского рода православного вероисповедания, родился в Минске.
Образование получил в Киевской духовной академии, до окончания которой был пострижен в монашество.
По ходатайству фельдмаршала Б. П. Шереметьева, Иларион по окончании академии определён обер-иеромонахом в армию. Из армии был отправлен с А. П. Волынским в Персию. По возвращении определён иеромонахом во флот.
23 июля 1722 году назначен архимандритом Лубенского Мгарского монастыря Киевской епархии.
24 октября 1728 года назначен архимандритом Московского Донского монастыря.
26 марта 1732 году хиротонисан во епископа Казанского с возведением в сан архиепископа.

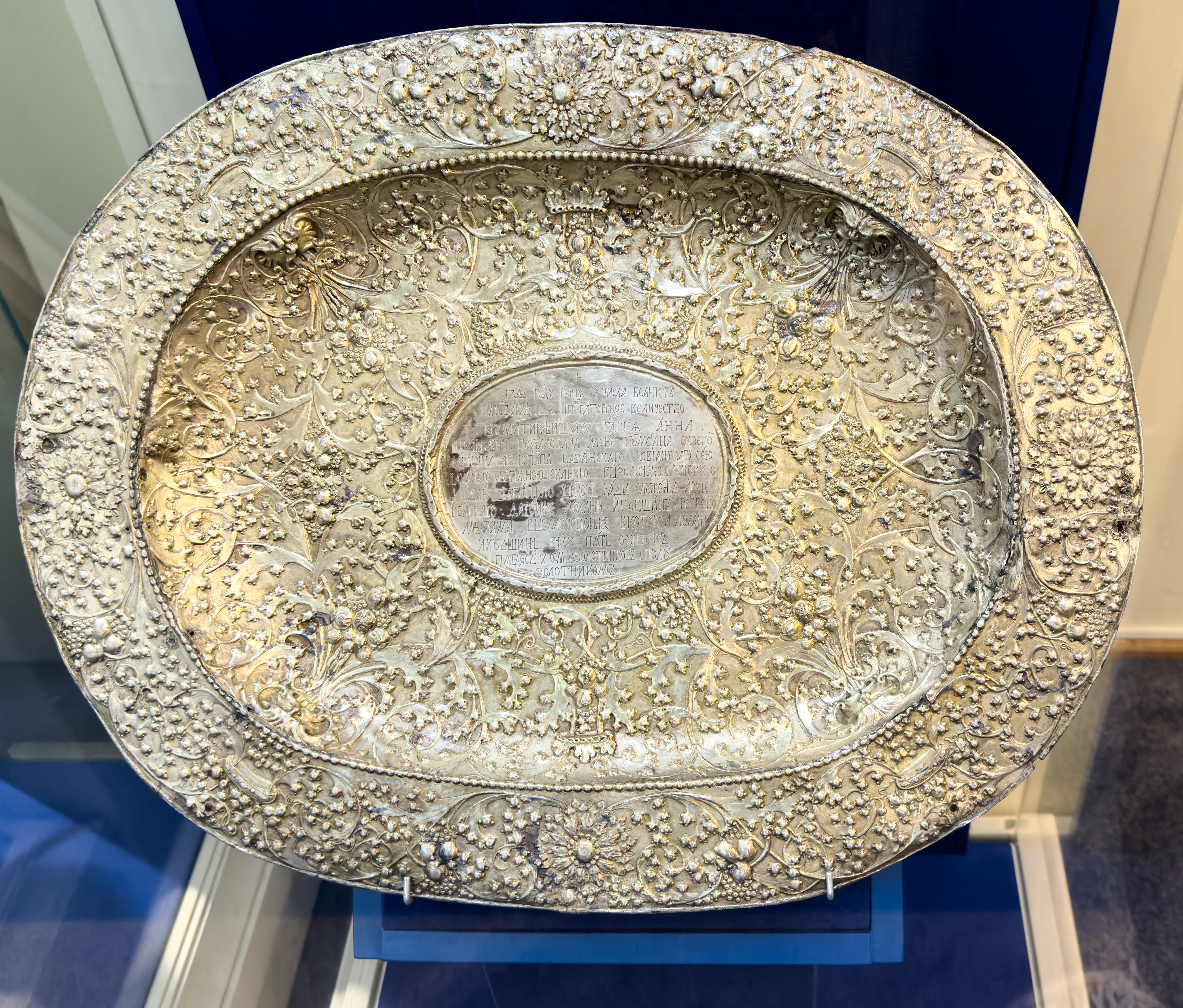
Серебряное блюдо, подаренное Анной Иоанновной архиепископу Иллариону (Национальный музей Республики Татарстан)

Во время своего трёхлетнего управления епархией обращал главное внимание на устройство духовных училищ и просвещение многочисленных инородцев казанской епархии. В 1732 году учредил в Казани школу и вызвал из Киева учителей, Стефана Головацкого и Вениамина Пуцека-Григоровича. Новые учителя ввели киевские способы преподавания и академические порядки и Школа была преобразована в Семинарию. Согласно представленному им проекту учреждены были 26 февраля 1733 года четыре инородческих школы: в Казани, Елабуге, Цивильске и Царевококшайске.
29 марта 1735 года был переведён в Чернигов. Про его преемника, епископа Гавриила, говорили, что он «вменял себе в добродетель все прежде в России небывалое истреблять без остатка». Семинария при Гаврииле пришла в расстройство; учителя разъехались; ученики разбежались.
12 марта 1735 году архиепископу Илариону пожалован в Санкт-Петербурге дом, отобранный у генерал-майора Ульяна Сенявина, как выстроенный на похищенные казённые деньги.
19 февраля 1736 году Иларион получил замечание за неуместное употребление грубых и предосудительных слов в прошении на Высочайшее имя относительно запрещения монастырям и церквам в Малороссии покупать и принимать в дар от жертвователей земли.
В 1737 году им было учреждено «Собрание Девы Богородицы, попечительное о Черниговской семинарии».
В том же году был взят под арест генералом князем Барятинским за дерзостные слова, однако указом Синода преосвященный был освобожден и начато было следствие по этому делу.
В 2 мая 1738 года по прошению уволен на покой в Киево-Печерскую лавру, оттуда был вызван в Синод к ответу по своему делу. По пути в Петербург скончался. По одним источникам это произошло в 1738 году или начале 1739 года, а по другим — в 1742 году. Погребён в Тверском Отроче монастыре.